# Greensboro (Géorgie)
Pour les articles homonymes, voir Greensboro (homonymie).
La ville américaine de Greensboro est le siège du comté de Greene, dans l’État de Géorgie. Lors du recensement de 2000, sa population s’élevait à 3 238 habitants.

## Démographie
| 1810 | 1840 | 1870 | 1880  | 1890  | 1900  |
| ---- | ---- | ---- | ----- | ----- | ----- |
| 411  | 763  | 913  | 1 621 | 1 313 | 1 511 |

| 1910  | 1920  | 1930  | 1940  | 1950  | 1960  |
| ----- | ----- | ----- | ----- | ----- | ----- |
| 2 120 | 2 128 | 2 125 | 2 459 | 2 688 | 2 773 |

| 1970  | 1980  | 1990  | 2000  | 2010  | - |
| ----- | ----- | ----- | ----- | ----- | - |
| 2 583 | 2 985 | 2 860 | 3 238 | 3 359 | - |

## Source
- (en) Cet article est partiellement ou en totalité issu de l’article de Wikipédia en anglais intitulé « Greensboro, Georgia » (voir la liste des auteurs).